# Marc Ewins
Marc McKevitt Ewins (* 11. August 1985 in Boise, Ada County, Idaho) ist ein US-amerikanischer Schauspieler und Filmschaffender.

## Leben
Ewins wurde am 11. August 1985 in Boise als Sohn irisch-schottisch-englischer Eltern geboren. Er hat zwei Brüder und zwei Schwestern. Sein Vater verstarb, als Ewins elf Jahre alt war. Mit 17 Jahren wurde er adoptiert. Seine leibliche Mutter lernte er erst im Alter von 22 Jahren kennen. Während seiner Schulzeit hatte er laufend den Status eines Klassenclowns. Während seiner Zeit an der Highschool spielte er Hockey, als er das College besuchte, spielte er Lacrosse. Außerdem sang er im Chor des Colleges und spielte 15 Jahre Fußball. Er machte seinen Bachelor of Fine Arts in Theater am College of Idaho.
Sein Filmdebüt als Filmschauspieler und Produzent gab Ewins 2011 in All Night. 2012 folgte mit Beast eine Rolle in einem Kurzfilm. 2013 übernahm er im Katastrophenfilm 100° Below Zero – Kalt wie die Hölle die Rolle des Ryan Foster. 2014 folgte mit dem Kurzfilm Dug das nächste Projekt, in der er für das Drehbuch, die Regie und die Produktion zuständig war, sowie in einer Charakterrolle zu sehen war. 2016 spielte er im Low-Budget-Film Batman: Anarchy die Rolle des Joker.

## Filmografie

### Schauspiel
- 2011: All Night
- 2012: Beast (Kurzfilm)
- 2013: 100° Below Zero – Kalt wie die Hölle (100 Degrees Below Zero)
- 2014: Dug (Kurzfilm)
- 2015: Kill Em All LA (Fernsehserie, Episode 1x03)
- 2016: Batman: Anarchy
- 2016: To the Death! (Kurzfilm)
- 2018: Medal of Honor: Ehre, wem Ehre gebührt (Medal of Honor) (Fernsehserie, Episode 1x02)
- 2018: Compton’s Finest
- 2020: The Undeniable Magic of Silence in a Marriage (Kurzfilm)
- 2021: Where There is Love, There is Life (Kurzfilm, Sprechrolle)
- 2021: Chit Chat (Fernsehserie, 2 Episoden)
- 2021: Scam Likely (Kurzfilm)

### Filmschaffender
- 2011: All Night (Produzent)
- 2014: Dug (Kurzfilm) (Drehbuchautor, Regisseur, Produzent)